# Pietro Milano Franco d'Aragona
Pietro Maria Urbano Giulio Francesco Vincenzo Giuda Taddeo Milano Franco D'Aragona, Principe del Sacro Romano Impero, Nobile dei Principi di Ardore, Conte Palatino, Patrizio Napoletano (Napoli, 13 novembre 1853 – Santa Margherita Ligure, 26 ottobre 1942), è stato un magistrato e politico italiano.

## Biografia
Discendente della nobile dinastia spagnola dei Milà (cognome italianizzato in Milano nel XV secolo), insediatasi a Napoli al seguito del re Alfonso V d'Aragona, entra in magistratura nel 1875. 
È stato vicepretore e aggiunto giudiziario al Tribunale di Napoli, sostituto procuratore a Ferrara, Campobasso e Avellino, sostituto di Corte d'appello a Palermo e Milano, presidente del Tribunale di Milano, consigliere della Corte di cassazione di Torino, primo presidente della Corte d'appello di Genova, primo presidente della Corte di cassazione di Torino. Nominato senatore a vita nel 1921.